# جين دوبيوك
يوجين إيرل دوبيوك Eugene Earl Dubuque (11 ديسمبر 1927 - 13 مارس 1974) المعروف أيضا باسم ماجنيفيسنت موريس وجين دوبيوك، كان مصارعًا محترفًا ولاعب كمال أجسام أمريكيًا صارع بشكل رئيسي خلال مسيرته المهنية لصالح الاتحاد العالمي للمصارعة بين عامي 1963-1969.